# Felice Boselli
Felice Boselli (født 20. april 1650 i Piacenza, død 23. august 1732 i Parma) var en italiensk maler fra barokken; han var først og fremmest aktiv i Piacenza. Han var elev af Michelangelo Nuvolone, og hos denne mødte han stillebenmaleren Angiolo Mario Crivelli, som kom til at få betydning for hans stil. Han er især kendt for sine malerier af levende eller dødt vildt, heriblandt dyr, fisk og fugle.